# World Government Summit
La Cimera dels Governs Mundials, més coneguda pel seu nom en anglès World Government Summit, és un esdeveniment anual que se celebra a Dubai, als Emirats Àrabs Units. Reuneix líders del govern per a un diàleg global sobre processos i polítiques governamentals amb un enfocament en els temes del futurisme, la innovació tecnològica i altres temes. La cimera actua com un centre d'intercanvi de coneixement entre funcionaris governamentals, líders de pensament, responsables polítics i líders del sector privat i com a plataforma d'anàlisi de les tendències, problemes i oportunitats futures a què s'enfronta la humanitat. La cimera acull més de 90 ponents de 150 països participants, juntament amb més de 4000 assistents.